# Chamaemespilus
Chamaemespilus é um género botânico pertencente à família Rosaceae.
1. ↑  «Chamaemespilus — World Flora Online». www.worldfloraonline.org. Consultado em 19 de agosto de 2020